# Ricardo Díaz (Fußballspieler, 1937)
Ricardo Eulogio Díaz Díaz (* 19. April 1937 in Valparaíso) ist ein ehemaliger chilenischer Fußballspieler. Der Stürmer absolvierte ein Länderspiel für Chile.

## Karriere

### Verein
Ricardo Díaz, auch unter dem Namen Negro bekannt, begann seine Profikarriere 1958 bei den Santiago Wanderers und gewann als junger Spieler direkt den Meistertitel. Bis zu seinem Wechsel 1964 zum CD O’Higgins gewann er mit den Wanderers noch zwei Mal die Copa Chile. Im Laufe seiner Karriere spielte der Offensivakteur noch für Santiago Morning, den CD Huachipato und Unión La Calera, bei dem er 1974 seine Laufbahn beendete.

### Nationalmannschaft
Ricardo Díaz debütierte im Dezember 1967 für Chile unter Trainer Alejandro Scopelli beim Freundschaftsspiel gegen die Sowjetunion. Bei der 1:4-Niederlage wurde Díaz zur zweiten Spielhälfte für Osvaldo Castro eingewechselt. Es blieb sein einziger Länderspieleinsatz.

## Erfolge
Santiago Wanderers
- Primera División: 1958
- Copa Chile: 1959, 1961

O’Higgins
- Segunda División: 1964